# Яковіанська епоха

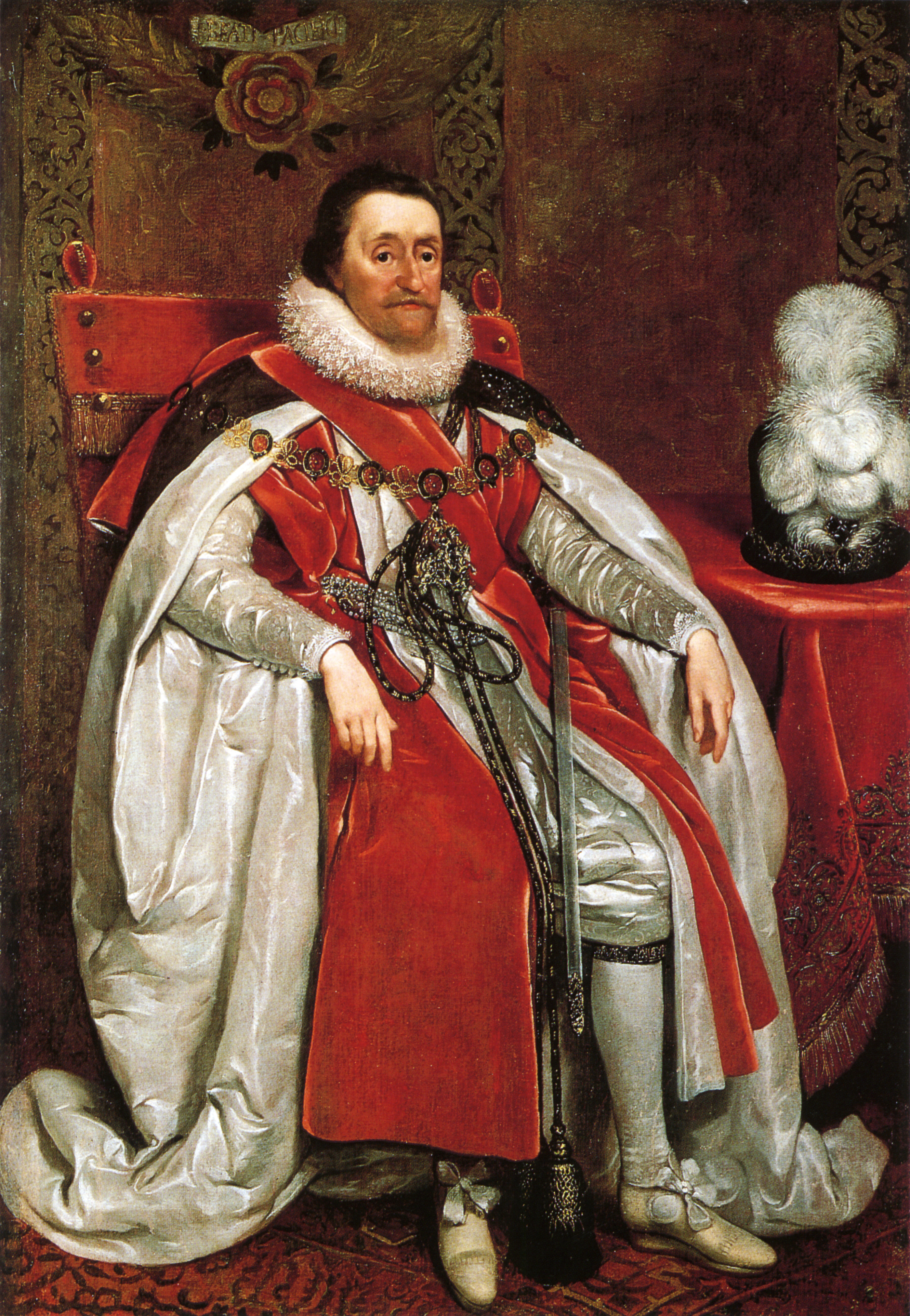
Яків I

Яковіанська епоха (англ. Jacobean era) — період англійської та шотландської історії, що збігається й пов'язується з правлінням короля Шотландії Якова VI (1567–1625), який у 1603 році також успадкував і корону Англії, як Яків I.
Яковіанська епоха характеризується продовженням ренесансного розквіту культури, який почався у попередній, Єлизаветинській епосі: трупі Вільяма Шекспіра було присвоєно статус королівської, заохочувалися дослідження в алхімії, медицині, природознавстві, філософії.
Важливими історичними подіями епохи стали об'єднання Англійського та Шотландського королівств під владою одного монарха, а також заснування перших британських колоній на Північноамериканському континенті, які заклали основу для майбутніх британських поселень і створення таких держав, як США та Канада. Ще однією відомою подією Яковіанської епохи є Порохова змова — невдала спроба замаху на короля Якова I.

## Економіка і господарство
Епоха відзначається бурхливим розвитком промисловості, сільського господарства, торгівлі. Модернізація добувної промисловості, суднобудування, гончарства, ковальства, сукновиробництва супроводжується опановуванням нових галузей: бавовняної, шовкової, скляної, паперової, миловарної та ін. У 1614 році вивозити необроблену вовну було остаточно заборонено і Королівство Англія з постачальника сировини перетворилося на експортера готових вовняних виробів. У сільському господарстві вдосконалюються знаряддя праці, запроваджуються нові, більш раціональні методи землеробства. Стрімко розвивається зовнішня торгівля за рахунок розширення географії продажів англійських купців.
Разом з тим урядова регламентація промисловості та торгівлі, запровадження систем монополій, а також збільшення витрат на утримання короля суттєво гальмували розвиток економіки. Криза, що охопила Європу, в Королівстві Англія проявила себе важкою економічною депресією 1620–1624 років.

## Політика
З Яковіанської епохи взяла свій початок англійська колоніальна система. У 1607 році було засновано Вірджинію — першу колонію Королівства Англія на Північноамериканському континенті, далі — поселення на Бермудських островах (1609), торгову факторію Сурат в Індії (1612), Плімут (1620) — першу колонію Нової Англії, Сент-Кіттс (1623) — першу колонію у Вест-Індії.
Важливою історичною подією стало об'єднання Королівства Англія та Королівства Шотландія під владою одного короля, об'єднання парламентів обох держав відбулося лише у 1707 році. Взагалі, епоха характеризується тривалим протистоянням між королем і парламентом, а також релігійними конфліктами. Найяскравішим проявом невдоволення англійських католиків королем Яковом I, прихильним до протестантів, стала так звана Порохова змова — невдала спроба підірвати будівлю парламенту і таким чином вбити короля.

## Суспільство
Саме Яковіанська епоха ознаменувала широке вживання в Королівстві Англія тютюну, що в свою чергу призвело до радикальних змін у побуті, звичках, культурі суспільства. Король Яків I вбачав у цьому негативні наслідки, а тому на тютюн підвищили мито, і в 1604 році було випущено одну з найперших у світі антитютюнових публікацій — трактат монарха «Проти тютюну» (A Counterblaste to Tobacco), в якому гостро засуджувалося тютюнопаління. Незважаючи на ці заходи, у 1614 році в Лондоні налічувалося вже 7000 магазинів, які продавали тютюн. Вирощувати культуру в Королівстві Англія було заборонено, в 1622 році Яків I надав право монополії на імпорт тютюну компаніям із двох британських колоній — Вірджинії та Бермудських островів.

## Наука
За всебічної підтримки королівською родиною розвитку науки, у цей період з'явилися нові визначні роботи з картографії, геодезії, навігації, натурфілософії, серед них зокрема «Опис світу» (1621) Джона Віддоуза, праці з дослідження явищ магнетизму Вільяма Гільберта, «Utriusque cosmi» (1617) Роберта Фладда.

## Мистецтво і архітектура

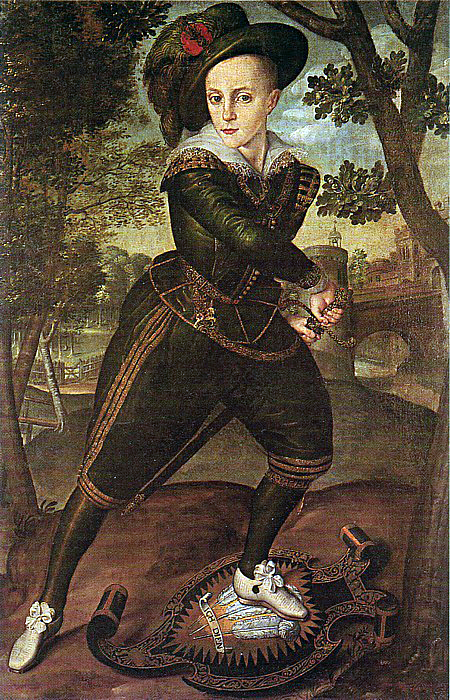
Портрет Принца Генріха, старшого сина короля Якова I (Роберт Пік старший, бл. 1610)

Провідним напрямом англійського живопису Яковіанської епохи був портрет, а основними майстрами — іноземці, зокрема Деніел Мітенс, Пауль ван Сомер, Авраам ван Блієнберг. Поряд з ними вирізняються й деякі англійські художники (Корнеліус Джонсон, Роберт Пік старший, Вільям Ларкін, сер Натаніел Бекон), але вони лише наслідували закордонних майстрів і тільки починали формувати національну школу образотворчого мистецтва, розквіт якої відбувся вже у XVIII столітті. Помітніших змін зазнала портретна мініатюра Яковіанської епохи, яку представляли Ніколас Гілліард, Ісаак Олівер: зображення стало більш реалістичним, акцент зі статусу особи перемістився на її риси та індивідуальність.

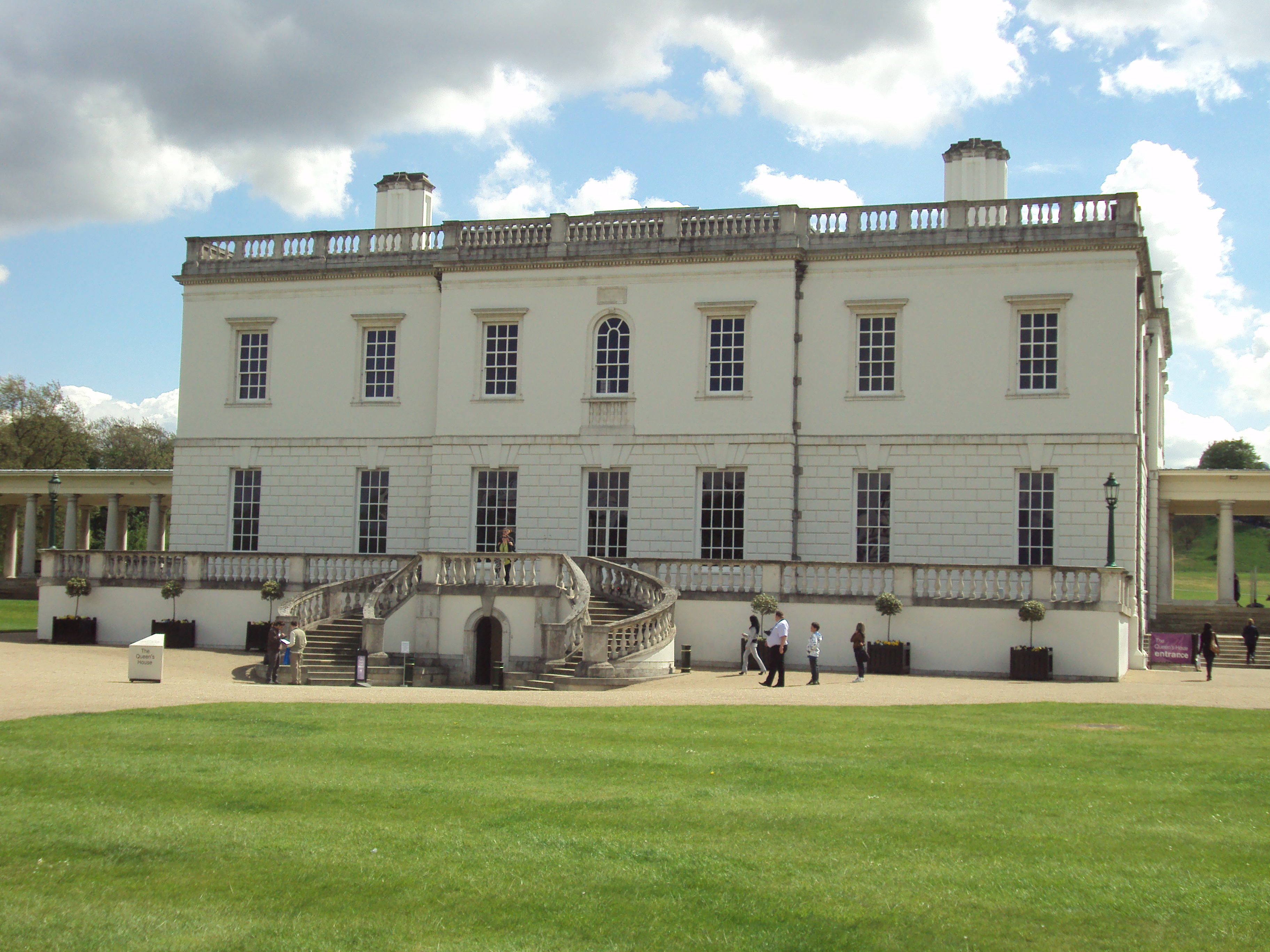
Квінс-гаус, Гринвіч

Значні зміни у Яковіанську епоху відбуваються в архітектурі: з укріплених споруд замки перетворюються на мирні будинки. Формується новий тип архітектора — вчений і художник. Так, найвідоміший архітектор цієї епохи, Ініго Джонс, також ще був відомий як живописець та театральний діяч. Серед його робіт: Собор святого Павла, Бенкетинг-гаус при Вайтхолльському палаці в Лондоні, Квінс-гаус у Гринвічі. Характерними рисами нових замків є симетрія (у плані букви Е та П), курдонер (відкритий парадний двір) з газоном, замість захисних мурів і рову — сади, зі складними геометричними узорами з квітників і живих парканів. Будівлі мають значну кількість високих труб та крутих фронтонів, а їх фасади — великі вікна та еркери, головна прикраса залів — кам'яні каміни.
Зазнало змін декоративно-ужиткове мистецтво. Зокрема, для меблів цієї епохи характерний більш складний та витонченний дизайн, з акцентом на деталях. В оздобленні інтер'єрів починають використовувати імпортні матеріали (наприклад, перламутр), стають популярними морські мотиви. Одяг, текстиль, меблі мають широку гаму яскравих і насичених кольорів.